# Zambia Export and Import Bank
Zambia Export and Import Bank, auch ZEXIM, ist eine Bank in Sambia. Ihr Sitz ist das Society House in der Cairo Road in Lusaka.
ZEXIM ist eine auf den Außenhandel spezialisierte Bank. Ihr Geschäft basiert auf der Tatsache, dass Sambia wie alle afrikanischen Länder auch, für Waren erst dann Devisen frei gibt, wenn diese bei Importen die Landesgrenze passiert haben und bei Exporten diese free on board sind, was bei einem Binnenland eine sehr entscheidende Frage sein kann. Bei Importen ist es eine echte Zwischenfinanzierung, bei Exporten verbindet sich das mit einer Zahlungsausfallversicherung. 
ZEXIM steht damit in direkter Konkurrenz zu den Clearing and Forward Agents, deren Mutterhäuser im südlichen Afrika alle in der Republik Südafrika angesiedelt sind und die von dort gesteuert werden. Diese C&F-Agents übernehmen sonst überall die Zwischenfinanzierungen, die sehr hohen Zinssätzen unterliegt. Die Verweildauer von Waren in afrikanischen Häfen hängt mehr von deren Geschäftslage ab als von irgendeiner gegebenen Notwendigkeit. In Häfen der Republik Südafrika müssen die Waren spätestens nach drei Monaten nach Anlandung oder -lieferung den Hafen verlassen haben, sonst werden sie versteigert. Schon das Gründungsdatum 1987 der ZEXIM indiziert, gegen wen diese Bank sich richtet. 